# Studzianki (gromada w powiecie białostockim)
Studzianki – dawna gromada, czyli najmniejsza jednostka podziału terytorialnego Polskiej Rzeczypospolitej Ludowej w latach 1954–1972.
Gromady, z gromadzkimi radami narodowymi (GRN) jako organami władzy najniższego stopnia na wsi, funkcjonowały od reformy reorganizującej administrację wiejską przeprowadzonej jesienią 1954 do momentu ich zniesienia z dniem 1 stycznia 1973, tym samym wypierając organizację gminną w latach 1954–1972.
Gromadę Studzianki z siedzibą GRN w Studziankach utworzono – jako jedną z 8759 gromad – w powiecie białostockim w woj. białostockim, na mocy uchwały nr 11/V WRN w Białymstoku z dnia 4 października 1954. W skład jednostki wszedł obszar dotychczasowej gromady Studzianki i miejscowości Jałówka, Ożynnik, Zapieczki i Sadowy Stok z dotychczasowej gromady Jałówka ze zniesionej gminy Czarna Wieś oraz miejscowość Dąbrówki wyłączonaz miasta Wasilkowa w tymże powiecie. Dla gromady ustalono 14 członków gromadzkiej rady narodowej.
31 grudnia 1961 do gromady Studzianki przyłączono kolonie Horodnianka i Małogruszka oraz obszar lasów państwowych N-ctwa Złota Wieś obejmujący oddziały 186—192 z gromady Czarna Wieś Kościelna, po czym gromadę Studzianki zniesiono, a jej obszar włączono do nowo utworzonej gromady Wasilków.